# Sharone Vernon-Evans
Sharone Vernon-Evans (ur. 28 sierpnia 1998 w Scarborough) – kanadyjski siatkarz, grający na pozycji atakującego, reprezentant Kanady.

## Sukcesy klubowe
Liga polska:
- 2019

Superpuchar Włoch:
- 2020

Liga włoska:
- 2021

## Sukcesy reprezentacyjne
Mistrzostwa Ameryki Północnej, Środkowej i Karaibów Juniorów:
- 2016

Puchar Panamerykański Juniorów:
- 2017[5]

Liga Światowa:
- 2017

Mistrzostwa Ameryki Północnej, Środkowej i Karaibów:
- 2017, 2019

## Nagrody indywidualne
- 2017: Najlepszy atakujący mistrzostw Ameryki Północnej, Środkowej i Karaibów